# 蔚藍游泳池

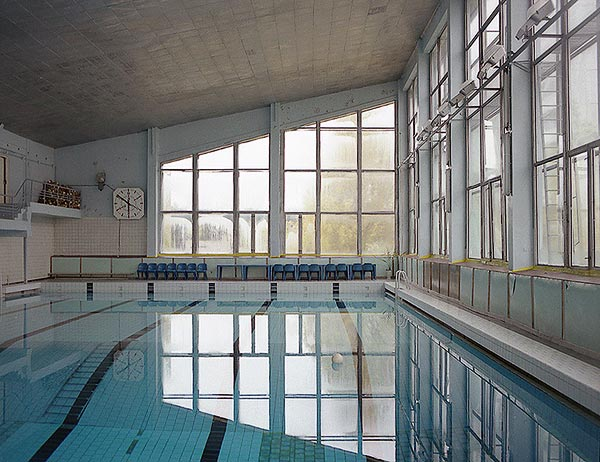
攝於1996年

蔚藍泳池（羅馬化：Basein Lazurnyi）是烏克蘭廢棄城市普里皮亞季的室内游泳池之一，该城市受到1986年切尔诺贝利核灾难的影响。

## 外部連結
- Photographs of the Azure Swimming Pool in 2016 （页面存档备份，存于）